# Jump blues
Jump blues (Skok blues) je blues hrající se v rychlém tempu se obvykle hraje v malých skupinách a vyznačují se lesními rohy. Byl velmi populární v roce 1940. V nedávné době, došlo k obnovení zájmu Jump blues v roce 1990 v rámci obnovy swingu.

## Hudebníci jump blues
- LaVern Baker
- Calvin Boze
- Tiny Bradshaw
- Jackie Brenston
- Roy Brown
- Ruth Brown
- Wynonie Harris
- Louis Jordan
- Smiley Lewis
- Joe Liggins
- Jimmy Liggins
- Ezra Charles
- Babs Gonzales
- Helen Humes
- Big Jay McNeely
- Roy Milton
- Jimmy Nelson
- Louis Prima
- Sam Taylor
- Treniers
- Billy Wright